# 4X2=8
4X2 = 8 é o sétimo álbum de estúdio do cantor e rapper sul-coreano Psy. Foi lançado digitalmente em 10 de maio de 2017 pela YG Entertainment, contendo os singles "I Luv It" e "New Face".

## Antecedentes e composição
Em 1 de maio de 2017, a YG Entertainment anunciou oficialmente o retorno de Psy com uma imagem revelando o título do álbum. De 4 a 7 de maio, a lista de faixas de 4X2=8 foi lançado, revelando as participações dos membros do BIGBANG G-Dragon e Taeyang, os membros do iKON B.I e Bobby, além de Zico, Tablo, Lee Sung-kyung e Park Jin-young como produtor. Um dia antes de seu lançamento, imagens com ilustrações para cada canção foram reveladas.
A grande maioria das canções de 4X2=8 foram compostas e produzidas pelos artistas da YG Family, ao contrário do último álbum de Psy, Chiljip Psy-da de 2015. O mesmo revelou ainda que queria sangue jovem no álbum e que não gostaria que o mesmo soasse velho.

## Promoção
Dois vídeos musicais foram lançados para os singles "I Luv It" e "New Face", o primeiro contou com a participação do ator Lee Byung-hun e o segundo com Son Na-eun do grupo feminino Apink, desempenhando o papel principal. Os dois vídeos juntos, alcançaram oito milhões de visualizações no Youtube dentro de catorze horas. Mais tarde em 16 de julho, um vídeo musical para a canção "Love" foi lançado. Ele foi dirigido pela coreógrafa Parris Goebel e contém a participação de seu grupo de dança ReQuest Dance Crew.
A fim de promover as canções de seu novo álbum, Psy realizou seu retorno no programa de música Inkigayo da SBS em 14 de maio bem como no Fantastic Duo 2. Ele também participou dos programas Knowing Bros da JTBC e Radio Star da MBC.

## Faixas
| N.º            | Título                                                                             | Letras                                     | Música                                                    | Arranjos                                 | Duração |  |
| 1.             | "I Luv It"                                                                         | Psy, Zico                                  | Psy, Zico, Yoo Gun-hyung, Pop Time                        | Yoo Gun-hyung                            | 3:09    |  |
| 2.             | "New Face"                                                                         | Psy                                        | Psy, Yoo Gun-hyung                                        | Yoo Gun-hyung                            | 3:10    |  |
| 3.             | "Last Scene" (마지막 장면; Majimag Jangmyeon) (com participação de Lee Sung-kyung) | Psy, B.I                                   | Psy, Kim Dohoon                                           | Yoo Gun-hyung, Kim Dohoon                | 4:11    |  |
| 4.             | "Love" (com participação de Taeyang)                                               | Psy, Yoo Gun-hyung                         | Psy, Yoo Gun-hyung                                        | Yoo Gun-hyung                            | 3:39    |  |
| 5.             | "Bomb" (com particiapção de B.I e Bobby)                                           | J.Y. Park "The Asiansoul", Psy, B.I, Bobby | J.Y. Park "The Asiansoul", PSY, Yoo Gun-hyung, B.I, Bobby | J.Y. Park "The Asiansoul", Yoo Gun-hyung | 2:53    |  |
| 6.             | "We Are Young"                                                                     | Psy, Kush                                  | Psy, Kush, Seo Won-jin                                    | Seo Won-jin                              | 4:01    |  |
| 7.             | "Fact Assault" (팩트폭행; Paegteupoghaeng) (com participação de G-Dragon)          | Psy, G-Dragon                              | Psy, Yoo Gun-hyung                                        | Yoo Gun-hyung                            | 2:58    |  |
| 8.             | "Rock Will Never Die"                                                              | Psy, Yoo Gun-hyung                         | Psy, Yoo Gun-hyung                                        | Yoo Gun-hyung                            | 3:03    |  |
| 9.             | "Place to Lean On / Refuge" (기댈곳; Gidaelgot))                                   | Psy                                        | Psy, Kush, Seo Won-jin, Baek Gyeongjin                    | Seo Won-jin                              | 4:34    |  |
| 10.            | "Auto Reverse" (오토리버스; Otoribeoseu) (com participação de Tablo)               | Psy, Tablo, B.I                            | Psy, Yoo Gun-hyung                                        | Yoo Gun-hyung                            | 3:48    |  |
| Duração total: | Duração total:                                                                     | Duração total:                             | Duração total:                                            | Duração total:                           | 35:32   |  |

## Desempenho nas paradas
| Paradas (2017)                           | Melhor posição |
| ---------------------------------------- | -------------- |
| Coreia do Sul (Gaon Weekly Album Chart)  | 5              |
| Coreia do Sul (Gaon Monthly Album Chart) | 23             |

## Histórico de lançamento
| Região        | Data               | Gravadora                    | Formato             |
| ------------- | ------------------ | ---------------------------- | ------------------- |
| Mundo         | 10 de maio de 2017 | YG Entertainment             | download digital    |
| Coreia do Sul | 15 de maio de 2017 | YG Entertainment Genie Music | CD download digital |